# 력포구역
력포구역(力浦區域)은 조선민주주의인민공화국 평양직할시의 19개 구역의 하나이다. 인구는 2008년 기준으로 82,548명이다. 평양의 고구려 고분군의 일부가 이곳에 위치한다.

## 지리
평양직할시의 남쪽, 대동강의 남안에 위치한다. 동북쪽으로 사동구역, 북쪽으로 선교구역, 서쪽으로 락랑구역과 접하고 남쪽은 중화군과 접한다.

## 역사
- 해방 전에는 평안남도 대동군 율리면에 속했다.
- 1960년 10월 - 락랑구역과 승호구역의 일부를 합병해 력포구역을 신설하였다.

## 행정 구역
2004년 기준 6동 6리로 구성된다.
- 소신동 (小新洞)
- 장진 1동 (將進 1洞)
- 장진 2동 (將進 2洞)
- 력포동 (力浦洞)
- 대현동 (大峴洞)
- 능금동
- 세우물리
- 류현리 (柳絃里)
- 소삼정리 (小三亭里)
- 양음리 (陽陰里)
- 추당리 (楸唐里)
- 룡산리 (龍山里)

## 관광
- 동명왕릉
- 온달장군과 평원왕공주의 묘
- 평양 대현동 동굴 유적
- 장군 고흘의 무덤